# Осечек (Іновроцлавський повіт)
Осечек (пол. Osieczek) — село в Польщі, у гміні Роєво Іновроцлавського повіту Куявсько-Поморського воєводства.
Населення — 72 особи (2011).
У 1975-1998 роках село належало до Бидгощського воєводства.

## Демографія
Демографічна структура станом на 31 березня 2011 року:
|          | Загалом | Допрацездатний вік | Працездатний вік | Постпрацездатний вік |
| -------- | ------- | ------------------ | ---------------- | -------------------- |
| Чоловіки | 36      | 12                 | 23               | 1                    |
| Жінки    | 36      | 14                 | 19               | 3                    |
| Разом    | 72      | 26                 | 42               | 4                    |